# 500 miles d'Indianapolis 1926

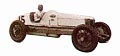
La voiture gagnante des 500 miles d'Indianapolis 1926

Les 500 miles d'Indianapolis 1926, courus sur l'Indianapolis Motor Speedway et organisés le lundi 31 mai 1926, ont été remportés par le pilote américain Frank Lockhart sur une Miller (en).

## Grille de départ
| Ligne | Intérieur       | Centre            | Extérieur         |
| 1     | Earl Cooper     | Harry Hartz       | Leon Duray        |
| 2     | Dave Lewis      | Phil Shafer       | Jules Ellingboe   |
| 3     | Bennett Hill    | Frank Elliott     | Bon McDougall     |
| 4     | William Shattuc | Cliff Durant      | Tony Gulotta (en) |
| 5     | Fred Comer      | Cliff Woodbury    | Ralph Hepburn     |
| 6     | Norman Batten   | W. Douglas Hawkes | Ben Jones         |
| 7     | Albert Guyot    | Frank Lockhart    | Thane Houser      |
| 8     | Steve Nemesh    | E. A. D. Eldridge | Lora Corum (en)   |
| 9     | Jack McCarver   | Fred Lecklider    | Pete DePaolo      |
| 10    | John Duff       |                   |                   |

La pole fut réalisée par Earl Cooper à la moyenne de 179,820 km/h.

## Classement final
| no | Pilote            | Voiture            | Tours | Temps/Abandon      |
| 1  | Frank Lockhart    | Miller             | 160   | 4 h 10 min 14 s    |
| 2  | Harry Hartz       | Miller             | 158   | Arrêt de la course |
| 3  | Cliff Woodbury    | Miller             | 158   | Arrêt de la course |
| 4  | Fred Comer        | Miller             | 155   | Arrêt de la course |
| 5  | Pete DePaolo      | Duesenberg         | 153   | Arrêt de la course |
| 6  | Frank Elliott     | Miller             | 152   | Arrêt de la course |
| 7  | Norman Batten     | Miller             | 151   | Arrêt de la course |
| 8  | Ralph Hepburn     | Miller             | 151   | Arrêt de la course |
| 9  | John Duff         | Elear spéciale     | 147   | Arrêt de la course |
| 10 | Phil Shafer       | Miller             | 146   | Arrêt de la course |
| 11 | Tony Gulotta (en) | Miller             | 142   | Arrêt de la course |
| 12 | Bennett Hill      | Miller             | 136   | Arrêt de la course |
| 13 | Thane Houser      | Miller             | 102   | Arrêt de la course |
| 14 | W. Douglas Hawkes | Eldridge-Anzani    | 91    | mécanique          |
| 15 | Dave Lewis        | Miller             | 91    | moteur             |
| 16 | Earl Cooper       | Miller             | 73    | transmission       |
| 17 | Cliff Durant      | Fengler-Locomobile | 60    | réservoir percé    |
| 18 | Ben Jones         | Duesenberg         | 54    | accident           |
| 19 | E. A. D. Eldridge | Eldridge-Anzani    | 45    | mécanique          |
| 20 | Lora Corum (en)   | Schmidt-Argyle     | 44    | amortisseurs       |
| 21 | Steve Nemesh      | Schmidt-Argyle     | 41    | transmission       |
| 22 | Jules Ellingboe   | Miller             | 39    | mécanique          |
| 23 | Leon Duray        | Fengler-Locomobile | 33    | mécanique          |
| 24 | Fred Lecklider    | Miller             | 24    | mécanique          |
| 25 | Jack McCarver     | Ford               | 23    | mécanique          |
| 26 | Ben McDougall     | Miller             | 19    | moteur             |
| 27 | William Shattuc   | Miller             | 15    | moteur             |
| 28 | Albert Guyot      | Schmidt-Argyle     | 8     | moteur             |

## Sources
- (en) Résultats complets sur le site officiel de l'Indy 500